# Belford Roxo
Belford Roxo é um município brasileiro da Baixada Fluminense, na Região Metropolitana do Rio de Janeiro, no estado do Rio de Janeiro. Está localizado ao norte da capital do estado, distando desta cerca de 20 km, e estende-se por uma área de cerca de 79 km².
O povoamento de Belford Roxo vem desde o século XVII, com os índios Jacutingas, mapeados pela primeira vez em uma carta elaborada pelo criptojudeu João Teixeira Albernaz em 1666, entre os rios Merith, Simpuiy e Agoassu.
Os belford-roxenses pertencem linguística e culturalmente à família dos cariocas, grupo ao qual pertence mais de 70% da população do moderno Estado do Rio de Janeiro.
Seu IDH é 0,684, o que apesar de ser considerado médio por calculo do IBGE/2010, segundo os padrões da ONU, se encontra criticamente abaixo da média do estado do Rio de Janeiro (0.768), e da média brasileira (0.744).
É a terra natal de cantor, compositor, multi-instrumentista e ator, Seu Jorge.

## História
Alguns anos após a expulsão dos franceses, o governador do Rio de Janeiro, Cristóvão de Barros, concedeu ao capitão Belchior de Azeredo uma sesmaria às margens do Rio Sarapuí, na antiga aldeia dos índios Jacutingas. Nesse local, ele fundou o engenho de Santo Antônio de Jacutinga, que futuramente seria o atual município de Belford Roxo. Uma ermida para Santo Antônio foi construída na encosta de uma colina a 750 metros da margem do rio Sarapuí, próximo ao local estabelecido para atividades portuárias.
No limiar do século XVII, o engenho de Santo Antônio de Jacutinga foi desmembrado, surgindo, então, o engenho Maxambomba (Nova Iguaçu) e o engenho da Poce (da Posse). No século XVIII, um novo desmembramento (dessa vez, nas terras do engenho do Maxambomba) fez surgir o engenho Caxoeira (Mesquita), em terras que pertenceram ao governador do Rio de Janeiro Salvador Correia de Sá e Benevides. Por mais de duzentos anos, as terras mantiveram-se, por sucessão hereditária, sob o controle dos herdeiros de Salvador Correia de Sá e Benevides, a família Correia Vasques.
Em meados do mesmo século XVIII, as terras do engenho Santo Antônio voltaram a ser desmembradas para a formação de novos engenhos: do Brejo e do Sarapuí. No mesmo período, as terras do engenho Maxambomba foram desmembradas para formação do engenho do Madureira.
Em 1767, em uma carta topográfica da capitania do Rio de Janeiro, feita por Manuel Vieira Leão, aparece claramente nessa região o engenho do Brejo. O seu primeiro ocupante foi Cristóvão Mendes Leitão, em 1739.
A Baixada Fluminense é cortada pelo Rio Sarapuí e era cercada por pântanos e brejais. Possuía, em sua margem, um porto para escoamento da produção: açúcar, arroz, feijão, milho e aguardente.
Após uma sucessão de proprietários, em 1815, o padre Miguel Arcanjo Leitão, que era proprietário das terras, vendeu-as ao primeiro visconde de Barbacena, Felisberto Caldeira Brant Pontes de Oliveira Horta, futuro marquês de Barbacena.
Em 1843, Pedro Caldeira Brant, o conde de Iguaçu - filho do primeiro visconde e marquês de Barbacena - assumiu a fazenda após o falecimento do pai, que ocorreu na cidade do Rio de Janeiro no dia 13 de julho de 1842.
Em 1851, a família Caldeira Brant vendeu a sua fazenda para o comendador Manuel José Coelho da Rocha.
Na segunda metade do século XIX, a fazenda entrou em decadência devido a ocorrência de epidemias. O assentamento dos trilhos para a passagem da estrada de ferro Rio d'Ouro, cortando a fazenda do Brejo, em 1872, em terras doadas pelos descendentes de Coelho da Rocha, deram início a um movimento de reivindicação para transformá-la em linha de trem de passageiros, pois, anteriormente, essa ferrovia havia sido construída para a captação de água nas serras do Tinguá, Rio d'Ouro e São Pedro, com colocação de aquedutos ao longo de sua margem.

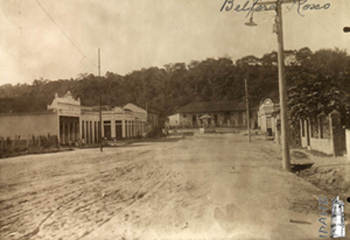
As primeiras casas do Velho Brejo em 1872, atual Belford Roxo.

A Vila de Belford Roxo em torno da estação do trem foi paulatinamente conquistando melhorias. Além da caixa-d'água instalada em 1880 com capacidade para abastecer 500 pessoas em um chafariz, registra-se a instalação de luz elétrica e o transporte ferroviário para passageiros.
A expansão urbana neste século deu-se com a expansão das ferrovias. A venda de terras, outrora fazendas, retalhadas em lotes e vendidas a preços baixos para moradia ou transformadas em sítios para o plantio de laranjais, foi estimulada pelo governo. Assim como em outros distritos da Baixada Fluminense, o caráter rural da região foi sendo lentamente substituído pelo perfil de cidade dormitório.
A dinâmica de crescimento obedeceu à lógica de produção do espaço urbano metropolitano sem planejamento e desigual. Envolvido com conflitos ambientais causados por um crescimento urbano pouco planejado, observa-se que o Município sofre de problemas comuns a outras áreas da Baixada, especialmente a carência de infra - estrutura e serviços.

### Conde e Condessa de Iguaçu
Pedro Caldeira Brant foi o primeiro e único Conde de Iguaçu, sendo filho de Felisberto Caldeira Brant Pontes de Oliveira e Horta, Marquês de Barbacena. Já Maria Isabel de Alcântara, a Condessa de Iguaçu, era filha do imperador Dom Pedro I e da Marquesa dos Santos. Ambos residiam na Freguesia, vila e cidade de Nossa Senhora da Piedade do Iguaçu, o atual município de Nova Iguaçu, no Engenho de Santo Antônio de Jacutinga. A propriedade (hoje em ruínas), se localiza no alto de uma Colina atrás do Uniabeu, o que hoje é o município de Belford Roxo, na Baixada Fluminense.

### O "Milagre das Águas"
Em 1888, uma grande estiagem arrasava a Baixada Fluminense. A corte também ficou sem água e o imperador Pedro II ficou preocupado. A proposta que agradou a ele foi a do engenheiro Paulo de Frontin. Na proposta, o engenheiro se comprometia a captar 15.000.000 de litros de água para a corte em apenas seis dias. Ele conseguiu realizar a promessa e o fato ficou conhecido como "milagre das águas".
O engenheiro Paulo de Frontin tinha um grande amigo e colaborador, um outro engenheiro maranhense que muito trabalhou a serviço dessas obras de abastecimento de água para o Rio de Janeiro. Ele se chamava Raimundo Teixeira Belfort Roxo e, um ano depois do fato, veio a falecer. O Brejo, uma pequena vila, depois de se chamar Santo Antônio de Jacutinga, Ipueras e Calhamaço Brejo, passou a se chamar Belford Roxo, em homenagem a esse ilustre engenheiro.

### A Implantação da Bayer
O período no qual houve a instalação da empresa em Belford Roxo, o Brasil estava vivendo uma fase de efervescência no tocante a industrialização. O presidente Juscelino Kubitschek arregimentou um plano de 50 anos em 5, a fim de emplacar um novo patamar para industrialização brasileira. E, foi o próprio presidente, que esteve presente no processo das negociações em Leverkusen, junto com o Prof. Ulrich Haberland, negociaram e conversaram sobre os últimos ajustes para a vinda da indústria para o Brasil.
O resultado das negociações foi que no dia 10 de junho de 1958, o complexo industrial foi inaugurado festivamente, com a presença do Presidente Juscelino Kubitschek, do governador do Rio de Janeiro, Miguel Couto Filho, entre outras autoridades, e do prof. Ulrich Haberland. O fato foi noticiado pelas revistas e jornais contemporâneos como um acontecimento de grande relevância não somente para o âmbito local e, sim de uma grande importância nacional para a indústria brasileira. Uma matéria da revista O Cruzeiro que focaliza a inauguração da Bayer em Belford Roxo, relata na sua manchete em letras garrafais - Novo conjunto de fábricas Bayer. Na matéria, é comentado que a instalação revelou-se como um importante acontecimento para a indústria brasileira, e colocava a Bayer numa posição favorável no setor da indústria de base brasileira. Uma vez terminada a primeira fase das instalações, a empresa iniciara o fornecimento de produtos com realçada importância para a indústria e agricultura brasileira, como a produção de anilinas, inseticidas, formicidas, além de produtos intermediários para as indústrias de papel, couro e farmacêuticas, tornaram-se alguns dos expedientes do novo conjunto de fábricas Bayer.

### Emancipação
Durante boa parte do século XX, o município foi distrito do município de Nova Iguaçu. No dia 3 de abril de 1990, a Lei estadual nº 1.640 foi aprovada, sendo assim, Belford Roxo foi desmembrado politicamente de Nova Iguaçu. O município de Belford Roxo foi instalado em 1º de janeiro de 1993 e seu primeiro prefeito foi Jorge Júlio da Costa dos Santos, o "Joca", que foi eleito com mais de 76 mil votos.

## Geografia
| Da Serra da Cachoeira chamada Pequena, situada ao norte, por onde se divide a mesma Freguesia com a de Santo Antônio de Jacutinga, e forma junto à Fazenda de S. Mateus, um pântano, do qual nasce o Rio Piaim, cuja grossura por curvas águas, ou descida de lugares altos, ou depositadas pelas chuvas. Para esse pantanal aflui a Cachoeira Grande, que se fermenta na Serra do mesmo nome, e está nos limites da Freguesia de Jacutinga, e misturadas umas às outras águas, confluindo igualmente às dos lagos e campos por que passam, se ensoberbecem a ponto de negarem passagem a cavalo (em direitura da Matriz), e permitem entrada a barcos grandes. Impedindo por isso o trânsito da Estrada Geral para o distrito da Freguesia do Pilar, por cujo caminho se vai à Serra dos Órgãos, mandou a Câmara fazer, em lugar que pareceu mais apto, uma ponte, para facilitar a comunicação dos moradores do continente, e também o comércio das Minas Gerais. Conservando a Cachoeira Pequena o seu nome, até se confundir com o Rio Piaim, aí o perde, substituindo-lhe a denominação desse rio, porque é conhecido até à estrada do território de Jacutinga, onde principia a ser Rio de Santo Antônio; mas a Fazenda do Brejo, em que há uma ponte, toma o apelido de Rio do Brejo e com ele chega à ponte do distrito de Sarapuí de cujo sítio continua com o nome de Rio de Sarapuí, até o mar. Descrição feita por Monsenhor Pizarro no século XIX. |

Ocupando uma área de 78,985 km², a sede municipal apresenta as seguintes coordenadas geográficas: 22º 45' 50" Latitude Sul e 43º 26' 56" Longitude Oeste. Localizada na Baixada Fluminense, na microrregião do Rio de Janeiro, limita-se com os municípios de: Nova Iguaçu e Mesquita (ao oeste); São João de Meriti (ao sul); e Duque de Caxias (ao leste). A área urbana do município correspondia a cerca de 64,7738 km², ou 85,20% de sua área em 2000.
De acordo com a divisão regional vigente desde 2017, instituída pelo IBGE, o município pertence às Regiões Geográficas Intermediária e Imediata do Rio de Janeiro. Até então, com a vigência das divisões em microrregiões e mesorregiões, fazia parte da microrregião do Rio de Janeiro, que por sua vez estava incluída na mesorregião Metropolitana do Rio de Janeiro.

### Clima
O clima é Tropical apresentando temperaturas médias mensais entre 21 ºC e 27 °C, com média anual de 26 °C. A menor temperatura já registrada em Belford Roxo, foi de 6ºC, em julho de 2000. A precipitação anual ﬁca em torno de 1.229 mm. O período mais chuvoso inicia-se em novembro e termina em março, e o mais seco vai de junho a agosto.
Por estar situada próxima ao Trópico de Capricórnio, a Baixada Fluminense sofre influência de ventos vindos da Amazônia e do Oceano Atlântico. E por ser uma baixada, os ventos não batem muito na altura do chão, aumentando a sensação de calor, com a temperatura passando frequentemente dos 30 ºC.
| Dados climatológicos para Belford Roxo | Dados climatológicos para Belford Roxo | Dados climatológicos para Belford Roxo | Dados climatológicos para Belford Roxo | Dados climatológicos para Belford Roxo | Dados climatológicos para Belford Roxo | Dados climatológicos para Belford Roxo | Dados climatológicos para Belford Roxo | Dados climatológicos para Belford Roxo | Dados climatológicos para Belford Roxo | Dados climatológicos para Belford Roxo | Dados climatológicos para Belford Roxo | Dados climatológicos para Belford Roxo | Dados climatológicos para Belford Roxo |
| Mês                                    | Jan                                    | Fev                                    | Mar                                    | Abr                                    | Mai                                    | Jun                                    | Jul                                    | Ago                                    | Set                                    | Out                                    | Nov                                    | Dez                                    | Ano                                    |
| -------------------------------------- | -------------------------------------- | -------------------------------------- | -------------------------------------- | -------------------------------------- | -------------------------------------- | -------------------------------------- | -------------------------------------- | -------------------------------------- | -------------------------------------- | -------------------------------------- | -------------------------------------- | -------------------------------------- | -------------------------------------- |
| Temperatura máxima média (°C)          | 32,0                                   | 33,0                                   | 31,0                                   | 29,0                                   | 28,0                                   | 27,0                                   | 26,0                                   | 27,0                                   | 28,0                                   | 28,0                                   | 29,0                                   | 31,0                                   | 29,5                                   |
| Temperatura mínima média (°C)          | 22,0                                   | 22,0                                   | 22,0                                   | 19,0                                   | 17,0                                   | 16,0                                   | 16,0                                   | 16,0                                   | 17,0                                   | 19,0                                   | 20,0                                   | 21,0                                   | 18,5                                   |
| Precipitação (mm)                      | 196,0                                  | 145,0                                  | 150,0                                  | 109,0                                  | 56,0                                   | 38,0                                   | 30,0                                   | 43,0                                   | 64,0                                   | 94,0                                   | 119,0                                  | 185,0                                  | 1 229,0                                |
| Fonte: The Weather Channel             |                                        |                                        |                                        |                                        |                                        |                                        |                                        |                                        |                                        |                                        |                                        |                                        |                                        |

## Turismo
Belford Roxo, município da Região Metropolitana do Rio de Janeiro, possui um turismo modesto, voltado principalmente para atividades culturais e religiosas. Entre seus atrativos, destaca-se a Igreja de São Sebastião, uma das mais tradicionais da cidade. O município também abriga eventos festivos, como a celebração do aniversário da cidade, que ocorre anualmente em 3 de abril. Apesar de sua vocação industrial e comercial, Belford Roxo conta com áreas verdes, como o Parque Natural Municipal de Belford Roxo, que oferece opções de lazer ao ar livre. Além disso, a cidade faz parte da Baixada Fluminense, uma região historicamente ligada ao desenvolvimento do Rio de Janeiro (estado) e que apresenta potencial turístico em ascensão.

## Demografia
Segundo o censo 2022 do IBGE, a população de Belford Roxo é de 483.087 habitantes, ocupando a posição 6ª no estado do Rio de Janeiro e 43ª no Brasil. Em comparação com o Censo 2010, houve um aumento de 0,54%. Apesar do aumento da população, Belford Roxo continua sendo um dos sexto municípios mais populosos do Rio de Janeiro, superando em população o município Niterói, que tem 481 749 habitantes e está na 8ª posição no estado. Mais dados da população abaixo:
- População (censo 2022): 483 087.
- População (censo 2010): 469 332.[27]
- População (censo 2000): 434 474.[27]

Conforme se ver, entre o censo de 2000, 2010 e 2022 foi onde o município registrou a maior população na Nova República.

### População urbana, rural e por sexo
- População urbana (2010): 199 643.
- População rural (2010): Não há, pois não há área rural em Belford Roxo.
- População masculina (2010): 96 936.
- População feminina (2010): 107 731.[28]

Evolução demográfica de Belford Roxo

### Religião
Segundo o censo brasileiro de 2022, a composição religiosa da cidade era de 26,7% católicos, 36,26% evangélicos ou protestantes, 1,5% espíritas, 2,35% umbandistas ou candomblecistas, 0,01% religião tradicional, 5,93% outra religião, 27,02% irreligiosos, 0,01% desconhecidos e 0,21% não declarados.

## Política

### Administração

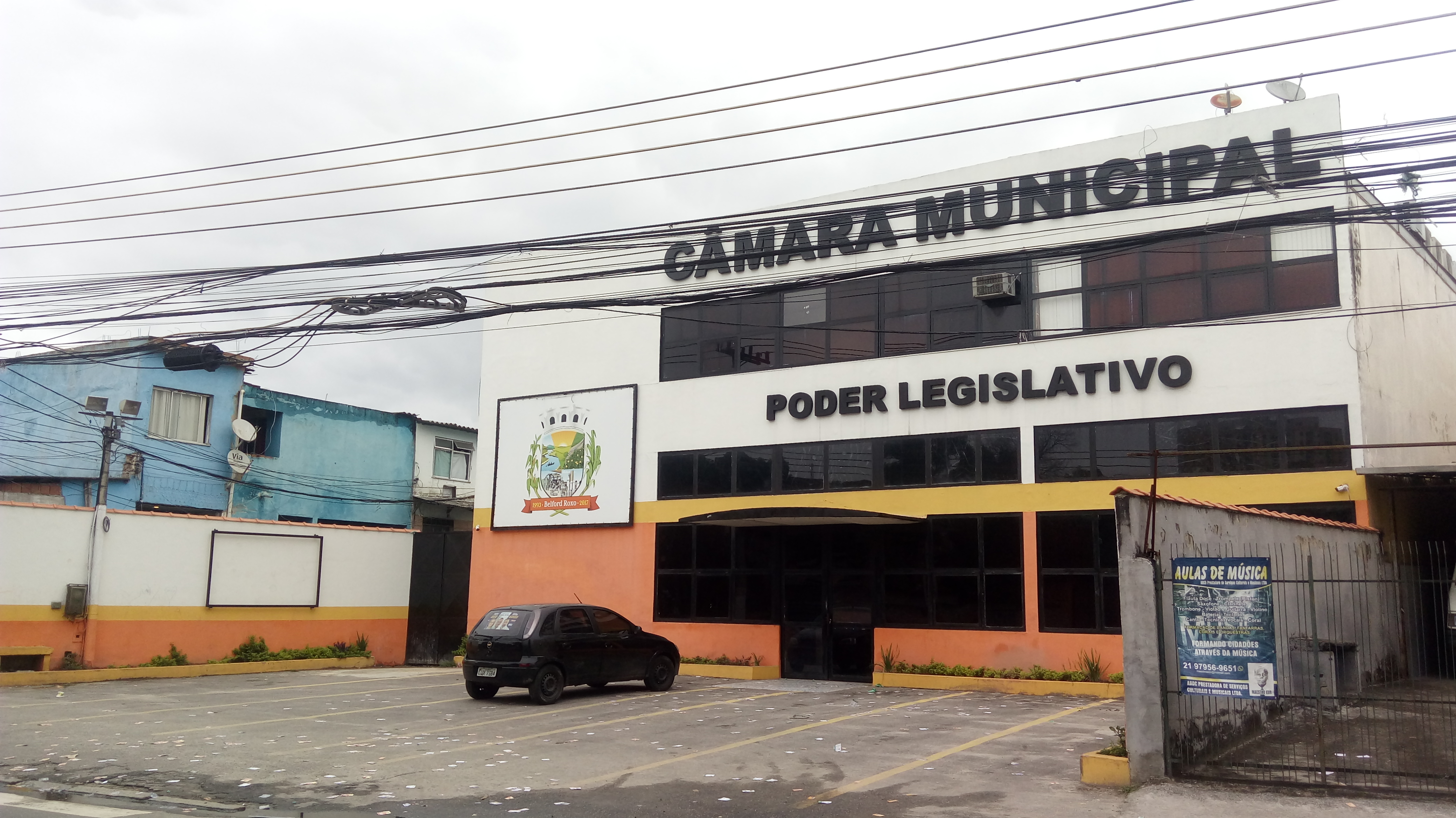
Edifício da Câmara dos Vereadores de Belford Roxo em 2022.

Primeiro representante do poder executivo e prefeito do município foi Jorge Júlio da Costa dos Santos, o "Joca", eleito logo após a emancipação do município. Atualmente, o cargo é ocupado por Márcio Canella, do União Brasil.
A Câmara dos Vereadores de Belford Roxo é formada por vinte e cinco vereadores, e está composta da seguinte forma: seis cadeiras do Republicanos; quatro cadeiras do União Brasil (UNIÃO); três cadeiras do Agir; duas cadeiras do Partido dos Trabalhadores (PT); duas do Partido Liberal (PL); duas do Partido da Social Democracia Brasileira (PSDB); duas do Partido Social Democrático (PSD); uma cadeira do Solidariedade; uma do Progressistas (PP); uma do Partido Democrático Trabalhista (PDT); e uma do Movimento Democrático Brasileiro (MDB).
| Subdivisões da cidade de Belford Roxo |            |
| Localização                           | População  |
| Subprefeitura                         | Censo 2000 |
| Subprefeitura 1 - Areia Branca'       | 112.441    |
| Subprefeitura 2 - Nova Aurora'        | 81.032     |
| Subprefeitura 3 - Jardim Redentor     | 83.242     |
| Subprefeitura 4 - Parque São José     | 68.012     |
| Subprefeitura 5 - Lote XV             | 89.747     |
| Belford Roxo                          | 434.474    |
| Fonte:                                |            |

### Subdivisões

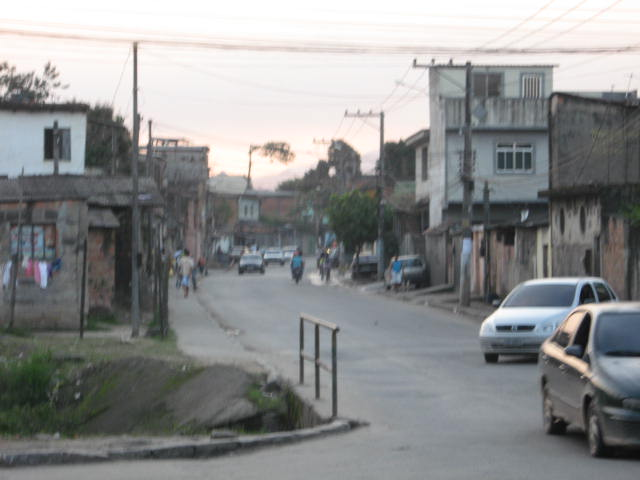
Bairro de Areia Branca.

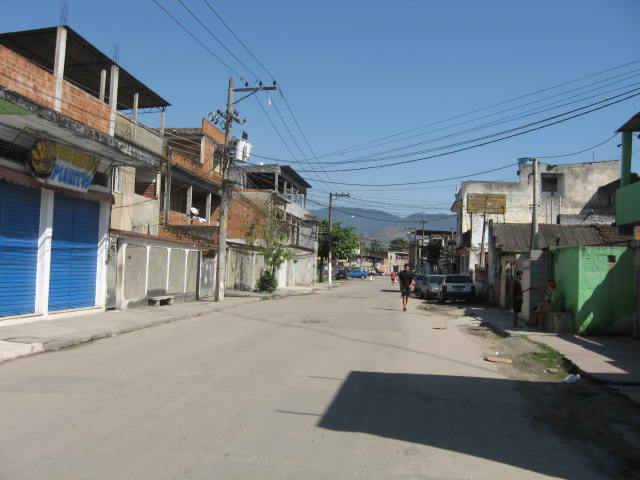
Bairro de Heliópolis.

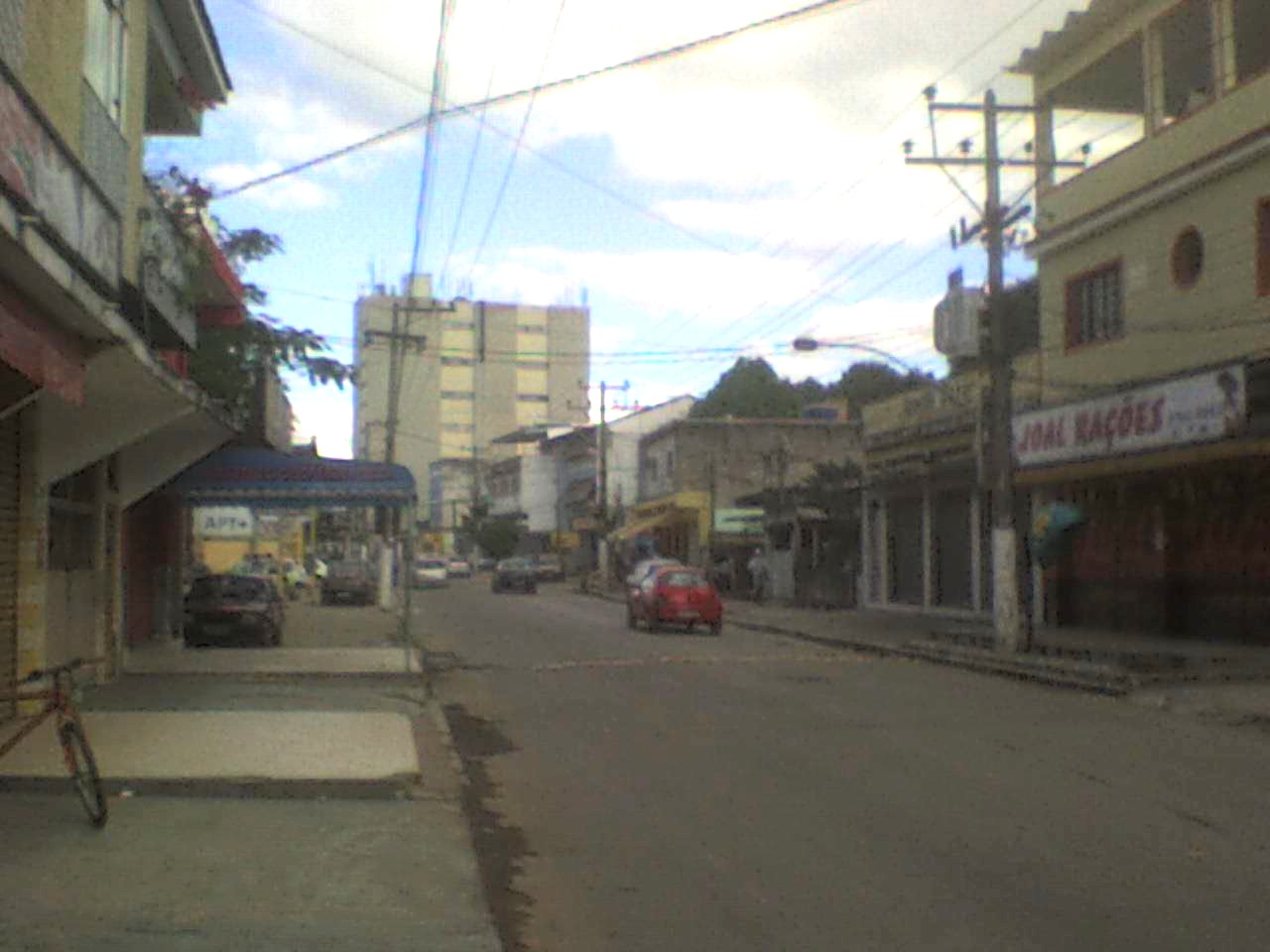
Bairro de Piam.

O município de Belford Roxo está oficialmente subdividido em cinco subprefeituras, a saber (quadro ao lado):
São todas urbanas, pois não há, no município, zona rural; e não há distritos no município (somente o distrito-sede), o que significa que toda a área do município é o mesmo distrito.

### Símbolos municipais

Bandeira de Belford Roxo (1993-2017)
Brasão de Belford Roxo (1993-2017)
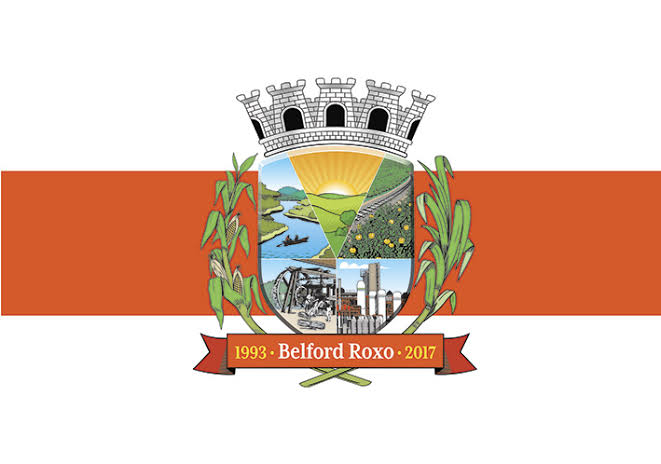
Bandeira de Belford Roxo (2017-2025)
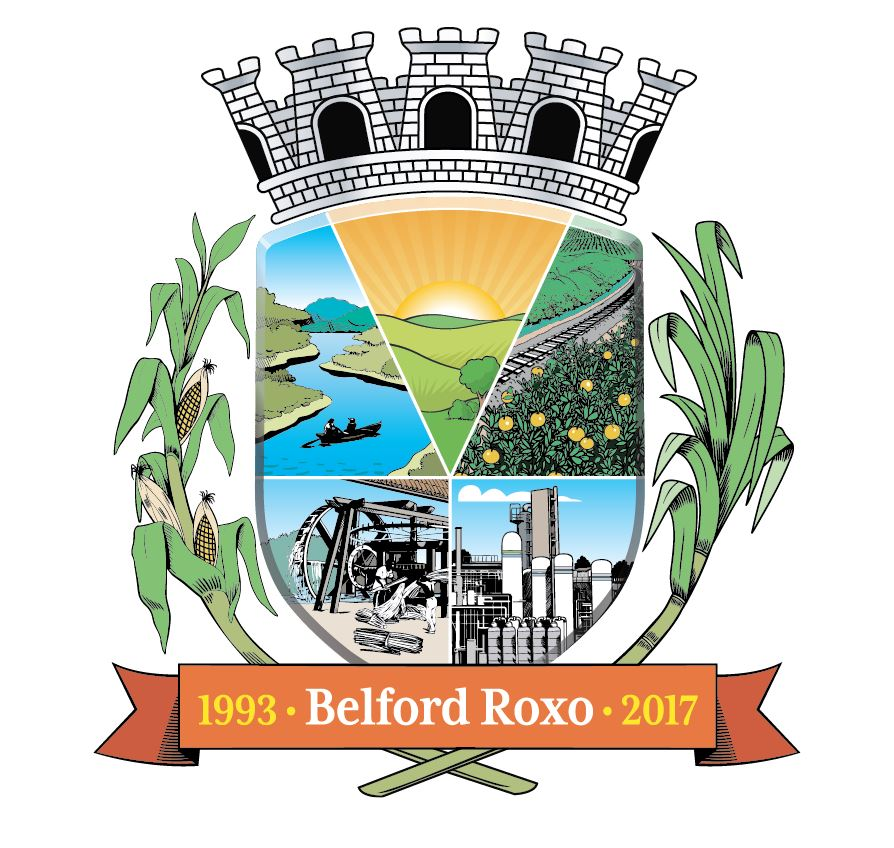
Brasão de Belford Roxo (2017-2025)

O brasão e a bandeira de Belford Roxo foram instituídos em 1993. Carregava as cores azul e branco, além do desenho do coração (símbolo do prefeito Joca) e o lema "Paz e Progresso". Nessa época, o município ganhou o apelido popular de "A cidade do amor".
Também foi instituído o hino, com a letra de Dinoel Sampaio e  melodia de Sérgio Fonseca com os versos "Velho Brejo! Velho Brejo!". Em 1995, foi inaugurado o pórtico da cidade com a frase "Bem-vindo a Belford Roxo" no km 10,5 da Rodovia Presidente Dutra.

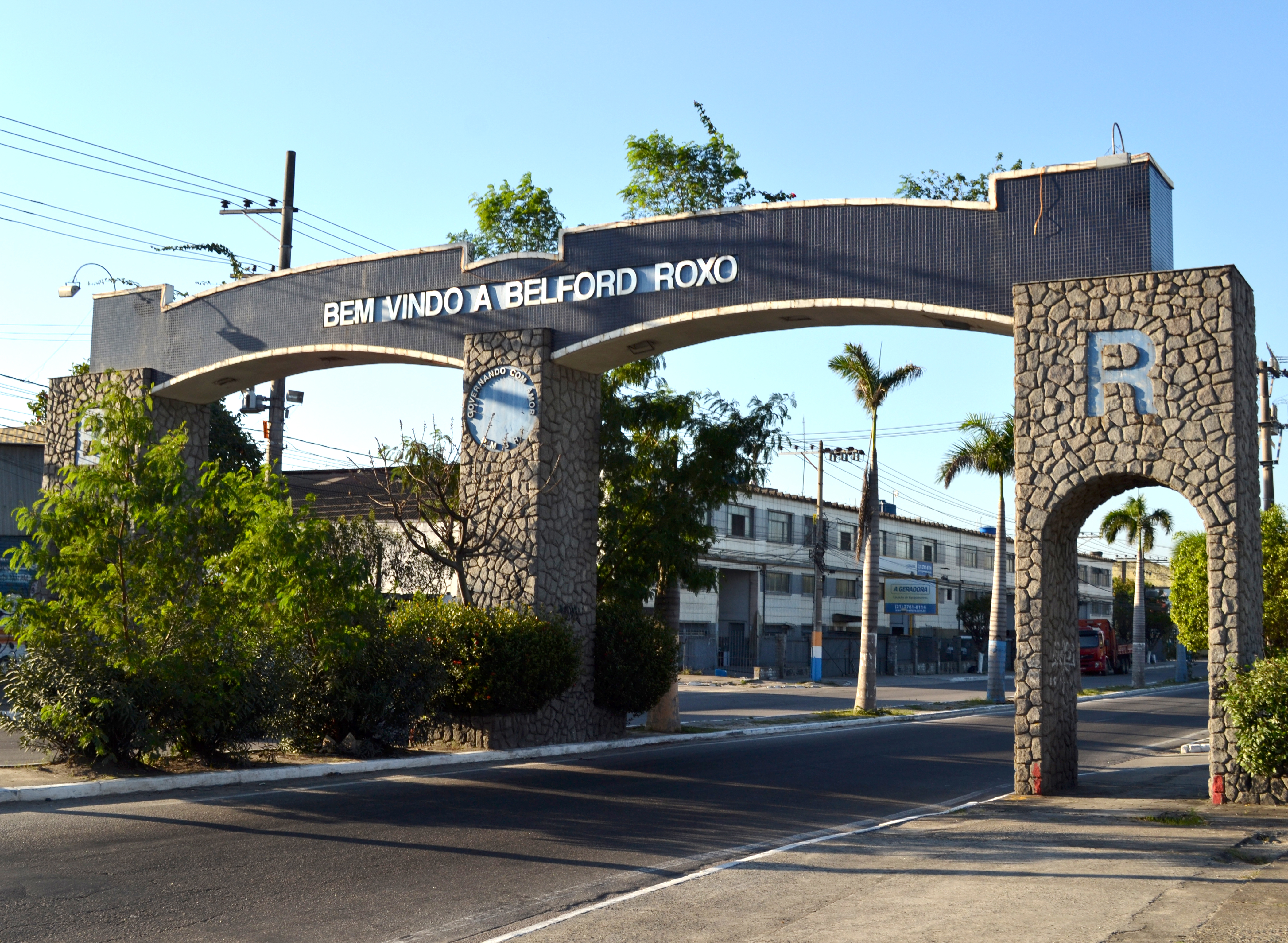
O pórtico de Belford Roxo foi paisagem do município de 1995 a 2017

Em 2017, o prefeito Waguinho removeu os símbolos que remetiam à época de Joca, alterando o brasão, a bandeira e o hino. Nesse período, o município adotou as cores laranja e branco. O pórtico da cidade foi demolido nesse mesmo ano. Uma nova estrutura começou a ser construída em 2018, ganhando o nome de "Nova Belford Roxo" em 2021.
Já na gestão de Márcio Canella, em 2025, o brasão e a bandeira foram novamente alterados, retomando as cores azul e branco. O lema do município passou a ser "Segurança, Virtude e Prosperidade". O hino voltou a ser o original de 1993, mas com adaptações na letra.

## Economia

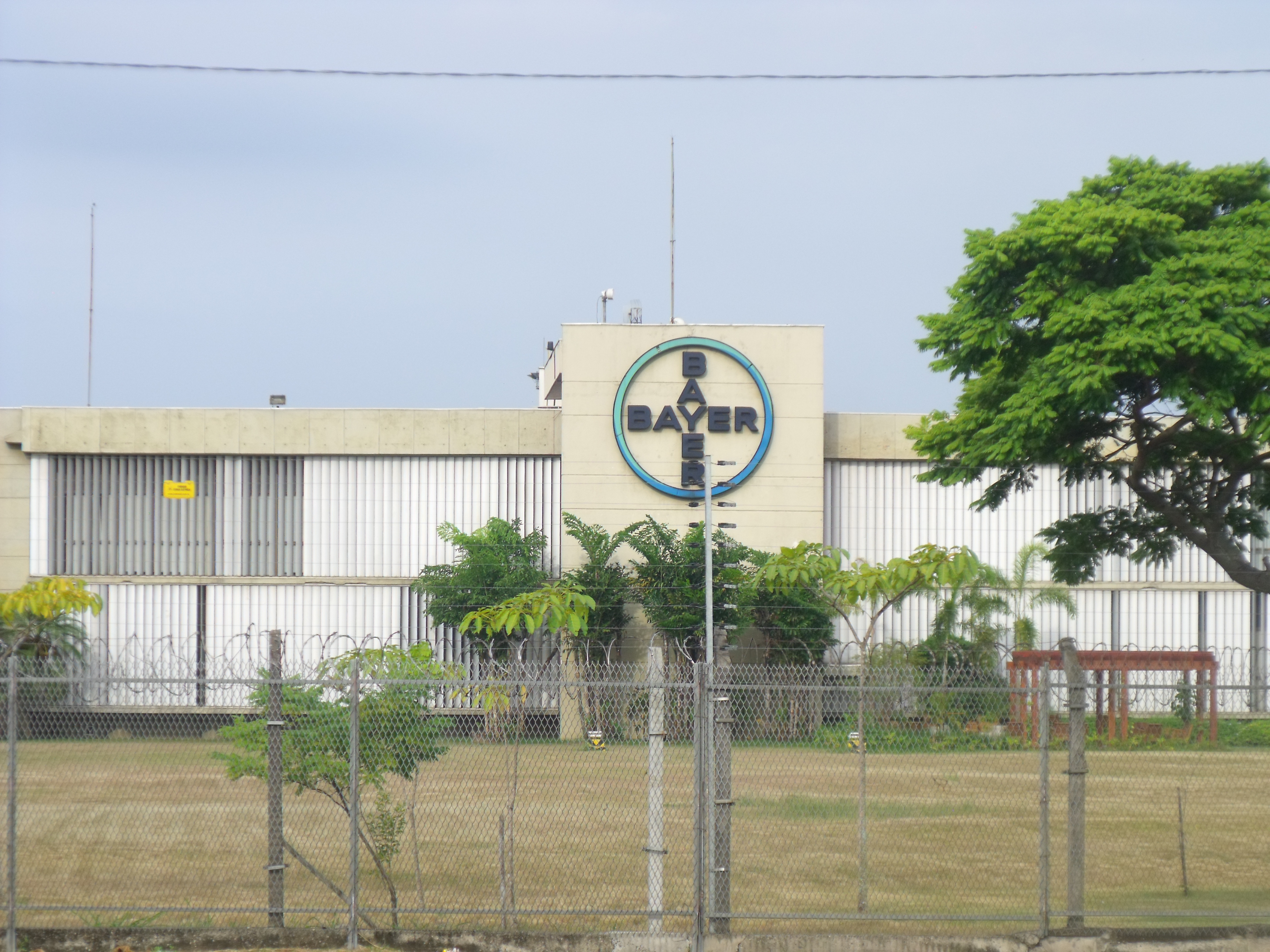
A unidade da Bayer em Belford Roxo

Segundo o IBGE, o PIB do município em 2021 era de R$ 8 milhão ocupando a posição 18ª no Rio de Janeiro e 143ª no Brasil. No mesmo ano, o PIB per capita era de  R$ 17 mil.
O município conta com o novo calçadão construído e inaugurado no mesmo ano de 2023 em Lote XV, conhecida por ser um local de compras, comércio, bancos e muito movimento. O calçadão responde pela maior concentração de lojas da cidade.

Há em Belford Roxo 32 mil empresas ativas. Entre as principais atividades econômicas de Itabuna estão os setores de serviços, comércio varejista, alimentos, restaurantes, manufatura, indústrias da transformação, construção, etc. O setor de serviços ocupa a primeira posição, com um pouco mais de 15 mil empresas ativas

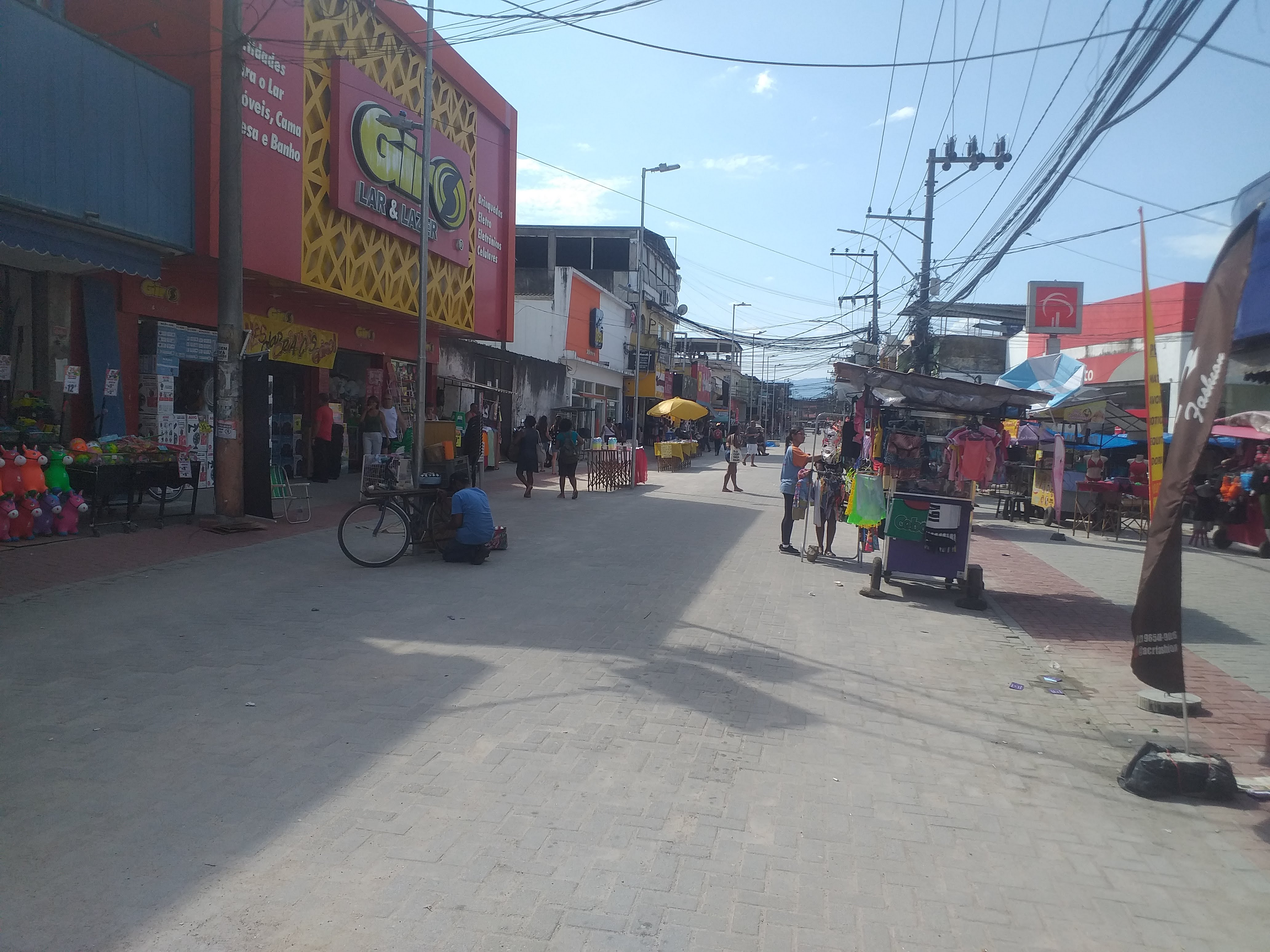
Calçadão de Lote XV

## Segurança pública
Belford Roxo é o 5° município mais violento do estado do Rio de Janeiro e 49° no Brasil segundo levantamento do Fórum Brasileiro de Segurança Pública. O município conta com 41.8 mortes por cem mil habitantes. O levantamento foi divulgado em 2023.